# Sông Than
Sông Than hay Sông Ma Nới là một con sông đổ ra Sông Cái Phan Rang. Sông Than chảy qua các tỉnh Ninh Thuận, Lâm Đồng .
Sông có chiều dài 39 km và diện tích lưu vực là 489 km² .

## Dòng chảy
Đoạn thượng nguồn có tên Sông Ma Nới bắt nguồn từ vùng núi xã Pró huyện Đơn Dương tỉnh Lâm Đồng. 11°41′12″B 108°35′59″Đ / 11,68671°B 108,599647°Đ
Sông chảy về hướng đông đông nam qua xã Ma Nới thì đổi hướng đông đông bắc. Đến phần đông xã Hòa Sơn huyện Ninh Sơn Sông Ma Nới tiếp nhận dòng Sông Dầu, và từ đây có tên chính thức Sông Than. 11°42′53″B 108°46′16″Đ / 11,71475°B 108,771104°Đ
Sông Than đổ vào Sông Cái Phan Rang tại phần đông xã Quảng Sơn huyện Ninh Sơn .